# Sieglinde Hofmann
Sieglinde Hofmann (ur. 14 marca 1945 w Bad Königshofen im Grabfeld w Niemczech) – lewicowa terrorystka, członkini RAF.
Po skończeniu katolickiej szkoły dla dziewcząt pracowała jako pielęgniarka. Po ukończeniu szkoły dla pracowników społecznych w Heidelbergu została zatrudniona w pomocy społecznej. Zajmowała się narkomanią. Działała w Sozialistisches Patientenkollektiv. Po stopniowej radykalizacji poglądów przyłączyła się do RAF.
Brała udział w zamachu na Hannsa Martina Schleyera, Jürgena Ponto, generała Alexandra Haiga oraz w ataku na siedzibę prokuratury federalnej w Karlsruhe.
Została aresztowana w 1980 r. w Paryżu i skazana na karę więzienia. Zakład karny opuściła w 1999 r.